# Nhựt Tảo
Nhựt Tảo là một xã thuộc tỉnh Tây Ninh, Việt Nam.

## Địa lý
Xã Nhựt Tảo có vị trí địa lý:
- Phía đông giáp xã Long Cang và xã Mỹ Lệ.
- Phía tây giáp xã Thủ Thừa, phường Long An và phường Tân An.
- Phía nam giáp xã Tân Trụ.
- Phía bắc giáp xã Bình Đức.

Xã Nhựt Tảo có diện tích tự nhiên là 36,45 km², quy mô dân số năm 2025 là 30.168 người.

## Lịch sử
Sau ngày 30 tháng 4 năm 1975, địa bàn xã Nhựt Tảo hiện nay vốn là các xã An Nhựt Tân, Lạc Tấn, Mỹ Bình, Quê Mỹ Thạnh thuộc huyện Tân Trụ và một phần xã Nhị Thành thuộc huyện Thủ Thừa, tỉnh Long An.
Ngày 20 tháng 9 năm 1975, Bộ Chính trị Ban Chấp hành Trung ương Đảng Lao động Việt Nam ban hành Nghị quyết số 245-NQ/TW về việc bỏ khu, hợp tỉnh. Theo đó, dự kiến hợp nhất những tỉnh Mỹ Tho, Gò Công, Long An và Bến Tre thành một tỉnh mới, tỉnh được hợp lại sẽ đề nghị Nhà nước quyết định tên và và tỉnh lỵ của tỉnh mới.
Ngày 20 tháng 12 năm 1975, Bộ Chính trị Ban Chấp hành Trung ương Đảng Lao động Việt Nam ban hành Nghị quyết số 19/NQ về việc điều chỉnh hợp nhất một số tỉnh ở miền Nam. Theo đó, dự kiến hợp nhất các tỉnh Long An và Kiến Tường thành một tỉnh mới.
Ngày 24 tháng 2 năm 1976, Hội đồng Chính phủ Cách mạng lâm thời Cộng hòa miền Nam Việt Nam ban hành Nghị định về việc giải thể khu, hợp nhất tỉnh ở miền Nam Việt Nam. Theo đó, địa giới tỉnh Long An (mới) gồm tỉnh Long An (cũ) và tỉnh Kiến Tường.
Ngày 11 tháng 3 năm 1977, Hội đồng Chính phủ ban hành Quyết định số 54-CP về việc hợp nhất một số huyện thuộc tỉnh Long An. Theo đó:
- Hợp nhất huyện Châu Thành và huyện Tân Trụ thành một huyện lấy tên là huyện Tân Châu, các xã An Nhựt Tân, Lạc Tấn, Mỹ Bình, Quê Mỹ Thạnh thuộc huyện Tân Châu.
- Hợp nhất huyện Bến Lức và huyện Thủ Thừa thành một huyện lấy tên là huyện Bến Thủ, xã Nhị Thành thuộc huyện Bến Thủ.

Ngày 19 tháng 9 năm 1980, Hội đồng Bộ trưởng ban hành Quyết định số 298-CP về việc chia huyện Mộc Hóa thuộc tỉnh Long An thành huyện Mộc Hóa và huyện Tân Thạnh và đổi tên huyện Tân Châu cùng tỉnh thành huyện Vàm Cỏ. Theo đó, các xã An Nhựt Tân, Lạc Tấn, Mỹ Bình, Quê Mỹ Thạnh thuộc huyện Vàm Cỏ.
Ngày 14 tháng 1 năm 1983, Hội đồng Bộ trưởng ban hành Quyết định số 5-HĐBT về việc phân vạch địa giới một số huyện, xã và thị xã thuộc tỉnh Long An. Theo đó, chia huyện Bến Thủ thành 2 huyện lấy tên là huyện Bến Lức và huyện Thủ Thừa, xã Nhị Thành thuộc huyện Thủ Thừa, tỉnh Long An.
Ngày 4 tháng 4 năm 1989, Hội đồng Bộ trưởng ban hành Quyết định số 36-HĐBT về việc phân vạch địa giới hành chính huyện Vàm Cỏ thuộc tỉnh Long An. Theo đó, chia huyện Vàm Cỏ thuộc tỉnh Long An thành hai huyện lấy tên là huyện Châu Thành và huyện Tân Trụ, các xã An Nhựt Tân, Lạc Tấn, Mỹ Bình, Quê Mỹ Thạnh thuộc huyện Tân Trụ.
Ngày 17 tháng 12 năm 2019, Ủy ban Thường vụ Quốc hội khóa XIV ban hành Nghị quyết số 836/NQ-UBTVQH14 về việc sắp xếp các đơn vị hành chính cấp xã thuộc tỉnh Long An. Theo đó, thành lập xã Tân Bình [huyện Tân Trụ] trên cơ sở nhập toàn bộ 6,58 km2 diện tích tự nhiên, 4.028 người của xã Mỹ Bình và toàn bộ 10,14 km2 diện tích tự nhiên, 5.954 người của xã An Nhựt Tân. Sau khi thành lập, xã Tân Bình có 16,72 km2 diện tích tự nhiên và quy mô dân số 9.982 người.
Ngày 12 tháng 6 năm 2025, Quốc hội khóa XV ban hành Nghị quyết số 202/2025/QH15 về việc sắp xếp đơn vị hành chính cấp tỉnh. Theo đó, sắp xếp toàn bộ diện tích tự nhiên, quy mô dân số của tỉnh Long An và tỉnh Tây Ninh thành tỉnh mới có tên gọi là tỉnh Tây Ninh.
Trước khi sắp xếp:
- Xã Lạc Tấn có diện tích tự nhiên là 8,81 km², quy mô dân số năm 2025 là 7.450 người[3] với 5 ấp: 1, 2, 3, 4, 5[13][14].
- Xã Quê Mỹ Thạnh có diện tích tự nhiên là 9,26 km², quy mô dân số năm 2025 là 7.264 người[3] với 4 ấp: 1, 3, 4, 5[15][16].
- Xã Tân Bình có diện tích tự nhiên là 16,72 km², quy mô dân số năm 2025 là 12.749 người[3] với 7 ấp: 2, 3, 4, 5, 6, Bình Đông, Bình Tây[17][18].
- Xã Nhị Thành có diện tích tự nhiên là 12,64 km², quy mô dân số năm 2025 là 15.885 người[3] với 7 ấp: 1, 2, 3, 4, 5, 6, 7[19][20]. Trong đó có diện tích tự nhiên là 1,67 km², quy mô dân số năm 2025 là 2.795 người sắp xếp về xã Nhựt Tảo[3].

Ngày 16 tháng 6 năm 2025, Ủy ban Thường vụ Quốc hội khóa XV ban hành Nghị quyết số 1682/NQ-UBTVQH15 về việc sắp xếp các đơn vị hành chính cấp xã của tỉnh Tây Ninh năm 2025. Theo đó, sắp xếp toàn bộ diện tích tự nhiên, quy mô dân số của các xã Tân Bình (huyện Tân Trụ), Quê Mỹ Thạnh, Lạc Tấn và phần còn lại của xã Nhị Thành [huyện Thủ Thừa] thành xã mới có tên gọi là xã Nhựt Tảo.

## Di tích lịch sử
Xã có Khu di tích Vàm Nhựt Tảo gắn liền với chiến công oanh liệt của cụ Nguyễn Trung Trực trong trận Nhựt Tảo.